# Гаупман, Рудольф

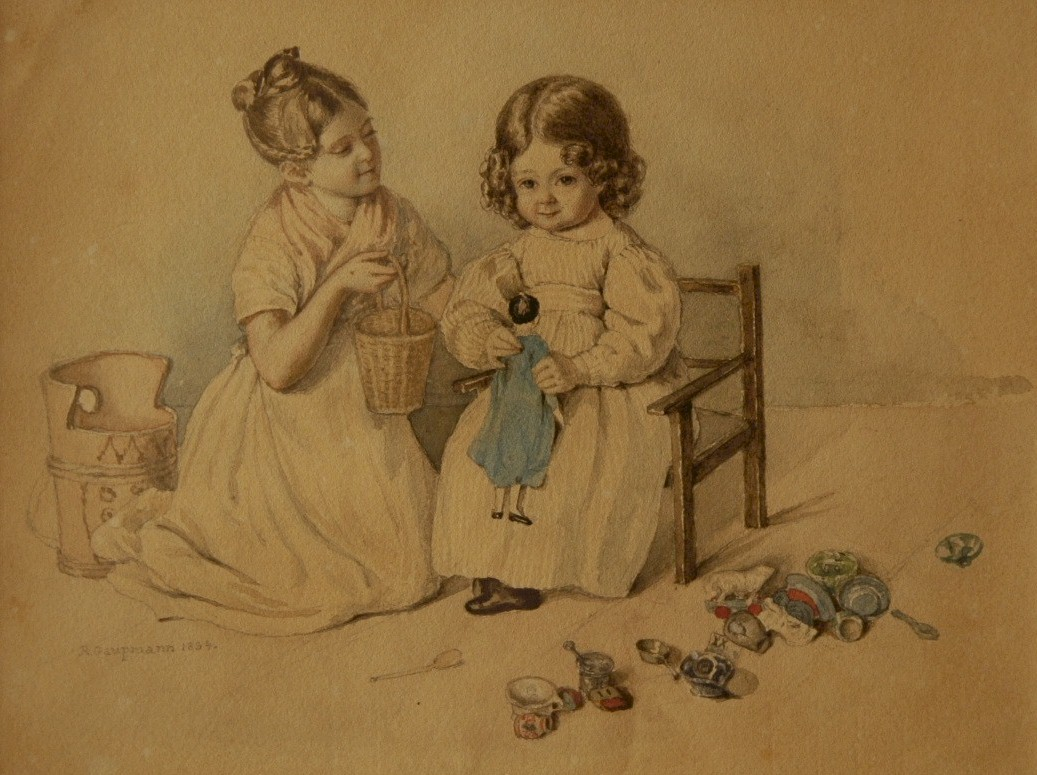
Рудольф Гаупман Играющие дети (1834)

Рудольф Гаупман (нем. Rudolf Gaupmann; 20 марта 1815, Вена — 1 ноября 1877, Грац) — австрийский живописец и график эпохи бидермейер.

## Жизнь и творчество
Р. Гаупман родился в семье бухгалтера. В 1828 году он поступает в венскую Академию изобразительных искусств. Ученик Петера Фенди. Занимался преимущественно портретной живописью, литографией, витражной живописью. Позднее руководил фотографической мастерской.

## Картины (избранное)
- Портрет пожилой дамы; Акварель 19,4 x 4,5 cm
- Портрет художника; Акварель 38 x 32 cm
- После школы; Масло, холст, 32x26.5 cm
- Сестричка и брат в розовом и голубом платьях; Акварель, 21 x 18 cm
- Играющие девочки; 1834; Карандаш, акварель, 21 x 18 cm